# Stazione di Yvetot
La stazione di Yvetot (in francese Gare d'Yvetot) è la principale stazione ferroviaria di Yvetot, Francia.